# Lermontovskij prospekt (metropolitana di Mosca)
Lermontovskij prospekt (in russo Лермонтовский проспект?) è una stazione della Metropolitana di Mosca situata sulla Linea Tagansko-Krasnopresnenskaja. Inaugurata nel 2013, la stazione è posta nel quartiere di Vychino-Žulebino.

## Interscambi
A partire dal 2019 la stazione funge da interscambio con la linea 15 presso la stazione di Kosino.